# Nine Lives (Aerosmith-Lied)
Nine Lives (engl.: „Neun Leben“) ist der Titel eines Liedes der US-amerikanischen Hard-Rock-Band Aerosmith. Es erschien auf dem gleichnamigen Album der Band, das Platz eins der Billboard 200 erreichen konnte und in Deutschland Platz drei erreichte.

## Entstehung
Die Gruppe arbeitete zunächst unter anderem mit Glen Ballard, der den Erfolg von Alanis Morissette herbeigeführt hatte, statt wie bei den vorherigen drei Alben erneut auf Bruce Fairbairn zurückzugreifen. Nachdem sich herausstellte, dass Ballard sich hauptsächlich um den Gesang und weniger um die Arbeit der Gitarristen kümmerte, wurde er von Joe Perry gefeuert. Die Band entschied sich für Kevin Shirley als Produzenten, der für Silverchair und Journey tätig gewesen war. Alle Songs wurden mit professionellen Songwritern verfasst. Bis Anfang 1998 wurden sechs Singles ausgekoppelt, Nine Lives sowie ein weiterer als Promo-Singles.
Der Titel wurde von Steven Tyler, Joe Perry und Marti Frederiksen geschrieben. Nachdem Shirley seine Arbeit aufgenommen hatte, wurden alle bisher aufgenommenen Gesangsspuren neu aufgezeichnet.

## Charterfolge
Nine Lives wurde in den USA als Promo-Single an Rock-Radiostationen verteilt und erreichte Platz 37 der Mainstream-Rock-Tracks-Charts.

## Live
Auf der 1997/1998 durchgeführten zweijährigen Aerosmith-Tournee wurde Nine Lives meist als Eröffnungssong gespielt.